# Trevor McFur in the Crescent Galaxy
Trevor McFur In The Crescent Galaxy is een computerspel dat werd ontwikkeld en uitgegeven door Atari. Het spel kwam in 1993 uit voor het platform Atari Jaguar. De speler speelt Trevor McFur, een korporaal van de Interplanetary Defense squad van het gedeelte van de Crescent Galaxy. Het spel is een side-scrolling sciencefiction schietspel en de speler vliegt over een gevarieerd landschap. Sommige tegenstanders laten na het vernietigen een power-up achter waarmee het eigen ruimteschip verbeterd kan worden. 

## Ontvangst
| Beoordeeld door                     | Datum             | Score |
| ----------------------------------- | ----------------- | ----- |
| Atari ST User                       | september 1994    | 90%   |
| ST-Computer                         | juni 1994         | 70%   |
| The Video Game Critic               | 10 oktober 2006   | 50%   |
| neXGam                              | 2007              | 42%   |
| Electronic Gaming Monthly (EGM)     | februari 1994     | 40%   |
| Just Games Retro                    | 12 augustus 2007  | 30%   |
| Digital Press - Classic Video Games | 18 september 2005 | 20%   |